# Bistum Lafayette
Das Bistum Lafayette (lat.: Dioecesis Lafayettensis) ist eine in den USA gelegene römisch-katholische Diözese mit Sitz in Lafayette.
Es wurde am 11. Januar 1918 aus Gebietsabtretungen des Erzbistums New Orleans errichtet und diesem als Suffraganbistum unterstellt. Das Bistum Lafayette hat am 29. Januar 1980 Gebiete zur Gründung des Bistums Lake Charles abgegeben.

## Bischöfe von Lafayette
- Jules Benjamin Jeanmard, 1918–1956
- Maurice Schexnayder, 1956–1972
- Gerard Louis Frey, 1972–1989
- Harry J. Flynn, 1989–1994, dann Koadjutorerzbischof von Saint Paul und Minneapolis
- Edward Joseph O’Donnell, 1994–2002
- Charles Michael Jarrell, 2002–2016
- John Douglas Deshotel, seit 2016

## Weblinks

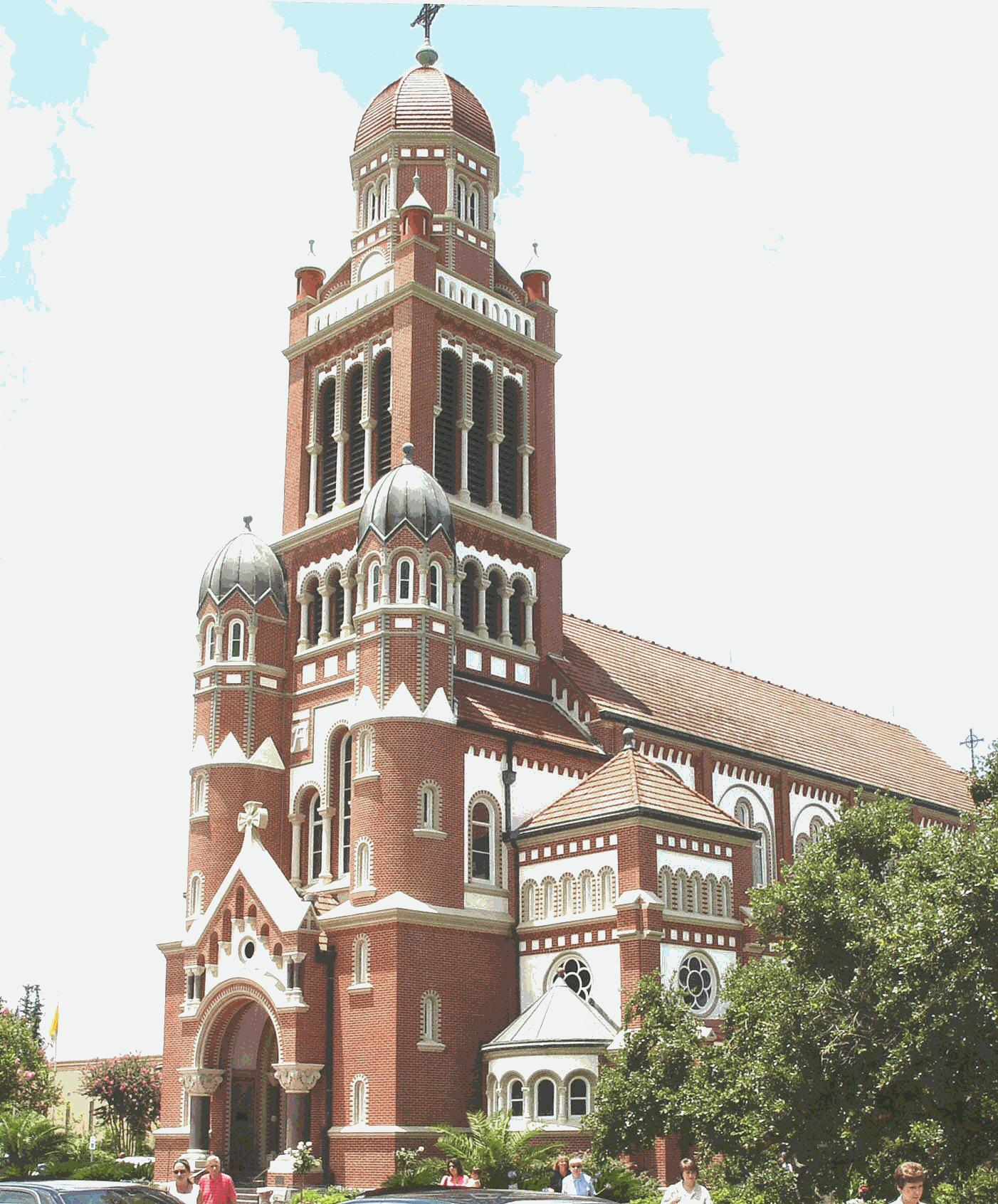
Kathedrale in Lafayette